# Deutsche Bundesstiftung Umwelt
Die Deutsche Bundesstiftung Umwelt (DBU) ist eine Stiftung der Bundesrepublik Deutschland mit Sitz in Osnabrück.
Die Stiftung wurde aufgrund des Gesetzes zur Errichtung einer Stiftung „Deutsche Bundesstiftung Umwelt“ vom 18. Juli 1990 als Stiftung bürgerlichen Rechts errichtet. Das Stiftungskapital wurde aus dem Verkaufserlös der Salzgitter AG mit rund 2,5 Mrd. DM (rund 1,3 Mrd. €) von der Bundesrepublik Deutschland bereitgestellt. Mit diesem Stiftungsvermögen gehört sie zu den größten Stiftungen in Europa. Aufgabe der Stiftung ist es, Vorhaben zum Schutz der Umwelt unter besonderer Berücksichtigung der mittelständischen Wirtschaft zu fördern und dabei in der Regel außerhalb staatlicher Programme tätig zu werden. Insbesondere werden Forschung, Entwicklung und neuartige Lösungen im Bereich umwelt- und gesundheitsfreundlicher Verfahren und Produkte sowie der Austausch von Wissen über die Umwelt, innerdeutsche Kooperationsprojekte in der Anwendung von Umwelttechnik und Modellvorhaben zur Sicherung und Bewahrung national wertvoller Kulturgüter vor schädlichen Umwelteinflüssen gefördert.
Die Stiftung soll in der Regel außerhalb der staatlichen Programme tätig werden und möglichst selbständig und unabhängig den Stiftungszweck verwirklichen. Aus diesem Grund wurde die Stiftung in der Rechtsform des bürgerlichen Rechts vorgesehen. Diese Rechtsform sollte (in ausdrücklicher Anlehnung an die VolkswagenStiftung) ein hohes Maß an Selbständigkeit und Flexibilität ermöglichen. Seit Aufnahme der Stiftungsarbeit am 1. März 1991 hat sie nach eigenen Angaben mehr als 10.000 Projekte mit rund 1,84 Milliarden Euro Fördervolumen unterstützt. Das aktuelle Stiftungskapital beträgt 2,32 Mrd. Euro (Stand: Februar 2021). Für Förderprojekte stehen jährlich etwa 50 Millionen € zur Verfügung.
Der DBU steht ein Kuratorium mit 14 Mitgliedern vor, die von der Bundesregierung berufen werden. Vorsitzender ist der Präsident des Deutschen Naturschutzrings Kai Niebert. Das Kuratorium bestellt einen Generalsekretär, der die Geschäftsstelle leitet. Seit 2018 ist dies Alexander Bonde.

## Kuratorium
Das Kuratorium setzt sich wie folgt zusammen (Stand November 2024):
| - Kai Niebert (Vorsitz) - Elisabeth Kaiser (Stellvertreterin) - Bettina Hoffmann (Stellvertreterin) - Katharina Reuter (Stellvertreterin) - Steffen Bilger - Antje Boetius - Harald Ebner | - Christiane Hipp - Sabine Mauderer - Wilhelm Mauß - Christian Meyer - Judith Pirscher - Christoph Schmitz-Dethlefsen - Carsten Träger - Karsten Wesche |

## Förderleitlinien

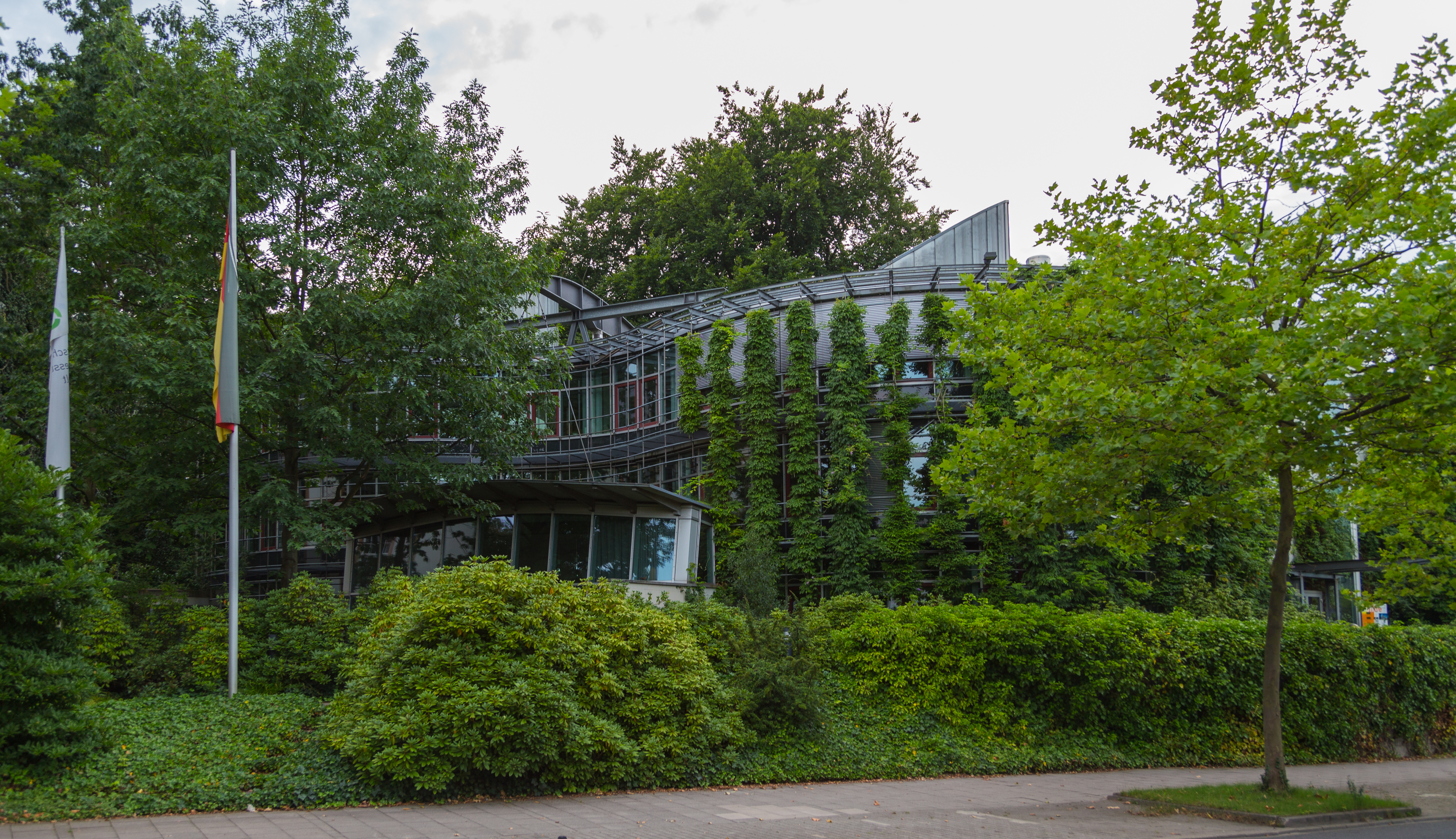
Verwaltungsgebäude des DBU-Generalsekretariats in Osnabrück (2015)

Die DBU fördert dem Stiftungsauftrag und dem Leitbild entsprechend innovative, modellhafte und lösungsorientierte Vorhaben zum Schutz der Umwelt. Sie erfüllt diesen Auftrag im Sinne einer nachhaltigen Entwicklung in ihren ökologischen, ökonomischen, sozialen und kulturellen Aspekten unter besonderer Berücksichtigung kleiner und mittlerer Unternehmen. Umweltschutz soll dabei auch als Gesundheitsschutz verstanden werden.
Das Förderangebot orientiert sich an 13 interdisziplinär konzipierten Förderthemen, die kontinuierlich an die sich verändernden Anforderungen des Umweltschutzes angepasst werden. Zugleich wird die Möglichkeit geschaffen, über eine themenoffene Förderung innovative Ideen von Projektpartnern aufzugreifen und innovative Umweltschutzprojekte mit besonderer Bedeutung zu fördern, die außerhalb der 13 definierten Förderthemen angesiedelt sind.
Zentrale Herausforderungen sieht die DBU vor allem beim Klimawandel, dem Biodiversitätsverlust, im nicht nachhaltigen Umgang mit Ressourcen sowie bei schädlichen Emissionen. Komplexe Umweltprobleme lassen sich allein durch interdisziplinäre, systemische und die gesellschaftliche Praxis einbeziehende Ansätze bewältigen. Die Förderthemen knüpfen sowohl an aktuelle wissenschaftliche Erkenntnisse über planetare Grenzen als auch an die von der UN beschlossenen Sustainable Development Goals (SDG) an.
Die Erforschung, Entwicklung und Nutzung neuer umweltentlastender Technologien und Produkte im Sinne eines vorsorgenden integrierten Umweltschutzes, die Bewahrung und Wiederherstellung des Nationalen Naturerbes sowie die Förderung des Umweltbewusstseins und -verhaltens der Menschen durch Information und Maßnahmen der Umweltbildung finden gleichermaßen und gleichberechtigt Berücksichtigung in den Förderthemen. Als ein wichtiges Querschnittsthema wird die Digitalisierung benannt.
Das Kuratorium hat im November 2015 diese neuen Förderleitlinien für die Deutsche Bundesstiftung Umwelt beschlossen, die seit Anfang 2016 gelten.
Die neuen Förderleitlinien der DBU beinhalten die folgenden 13 Förderthemen:
1. Instrumente und Kompetenzen der Nachhaltigkeitsbewertung sowie Stärkung von Nachhaltigkeitsbewusstsein und -handeln
2. Nachhaltige Ernährung und nachhaltiger Umgang mit Lebensmitteln
3. Entwicklung, Gestaltung und Akzeptanz umweltschonender beweglicher Gebrauchsgüter
4. Erneuerbare Energien – dezentrale Wärmewende forcieren, Bestandsanlagen optimieren und negative Umweltauswirkungen reduzieren
5. Klima- und ressourcenschonendes Bauen
6. Energie- und ressourcenschonende Quartiersentwicklung und -erneuerung
7. Verminderung von CO2-Emissionen in energieintensiven Branchen
8. Ressourceneffizienz durch innovative Werkstofftechnologie
9. Kreislaufführung und effiziente Nutzung von Phosphor und umweltkritischen Metallen
10. Reduktion von Stickstoffemissionen in der Landwirtschaft
11. Integrierte Konzepte und Maßnahmen zu Schutz und Bewirtschaftung von Grundwasser und Oberflächengewässern
12. Naturschutz und nachhaltige Naturnutzung in Nutzlandschaften und Schutzgebieten
13. Bewahrung und Sicherung national wertvoller Kulturgüter vor schädlichen Umwelteinflüssen

Neben diesen Bereichen steht die themenoffene Förderung. Im themenoffenen Bereich können alle Projekte mit einer hohen umweltbezogenen Wirkung gefördert werden, die den satzungsgemäßen Aufgaben der DBU entsprechen.

## Antragstellung

Altes Logo - DBU

Zur Antragstellung sind entsprechend den Förderleitlinien natürliche und juristische Personen des privaten und öffentlichen Rechts berechtigt. In Einzelfällen kann die Stiftung Projekte in europäischen Nachbarregionen fördern, soweit ein unmittelbarer Bezug zu Umweltproblemen Deutschlands besteht. Der Bewilligungsempfänger sollte seine Betriebsstätte in Deutschland haben.
Die Förderung erfolgt grundsätzlich in Form eines zweckgebundenen Zuschusses. Der Antragsteller hat einen Eigenanteil zu erbringen. Der Zuschuss kann je nach Projekt und Antragsteller in unterschiedlicher Höhe gewährt werden. Die Obergrenze orientiert sich für Unternehmen und am Markt tätige Institutionen an den Regelungen des EU-Beihilferechts.

## Deutscher Umweltpreis der DBU
Der Deutsche Umweltpreis der DBU wird seit 1993 jährlich verliehen. Mit 500.000 € ist es der am höchsten dotierte Umweltpreis in Europa. Er wird für Leistungen verliehen, die entscheidend und in vorbildhafter Weise zum Schutz und zur Erhaltung unserer Umwelt beigetragen haben bzw. in Zukunft zu einer deutlichen Umweltentlastung beitragen werden.

## DBU-Kampagne „Haus sanieren – profitieren“
Die Stiftung hat in Kooperation mit dem Handwerk 2007 die Kampagne „Haus sanieren – profitieren“ ins Leben gerufen. Das Herzstück des auf fünf Jahre angelegten Programms ist ein kostenloser und zu nichts verpflichtender Energie-Check, den geschulte Handwerker nach Routinebesuchen bei Ein- und Zweifamilienhausbesitzern durchführen. Ziel der bundesweiten Kampagne ist es, mehr Eigentümer zur energetischen Sanierung ihrer Immobilien zu motivieren. Bundesweit beteiligen sich derzeit mehr als 12.000 Handwerker an „Haus sanieren – profitieren“.

## Stipendiaten
Die Stiftung unterhält zwei Stipendienprogramme. Zum einen vergibt die DBU jährlich 60 Promotionsstipendien an Nachwuchswissenschaftler aller Fachrichtungen, die an deutschen Hochschulen eine weiterführende Forschungsarbeit auf dem Gebiet des Umweltschutzes anfertigen. Über die Vergabe entscheidet zweimal jährlich ein Auswahlgremium, das sich aus Professoren unterschiedlicher Fachrichtungen zusammensetzt. Das Promotionsstipendienprogramm hat seit 1992 über 1.000 Nachwuchswissenschaftler gefördert.
Zum anderen unterhält die DBU auch mit folgenden Ländern und Gebieten Mittel- und Osteuropas ein internationales Stipendienprogramm: Bulgarien, Estland, Lettland, Litauen, Polen, Rumänien, Slowakei, Tschechien, Ungarn und dem Verwaltungsgebiet Kaliningrad. Seit 2009 werden auch Einzelbewerbungen aus Albanien, Bosnien und Herzegowina, Kroatien, Mazedonien, Montenegro, Serbien, Slowenien und dem Kosovo entgegengenommen. Das Programm ermöglicht jungen Umweltwissenschaftlern aus den betreffenden Ländern eine weitere Qualifikation durch einen 6- bis 12-monatigen Forschungsaufenthalt in Deutschland.
Unter den Stipendiaten des Promotionsstipendienprogramms und des MOE-Stipendienprogramms waren:
- Rasa Ragulskytė-Markovienė (* 1976), litauische Richterin, Umweltrechtlerin, Professorin an der Mykolo Romerio universitetas
- Susanne Stoll-Kleemann (* 1969), deutsche Professorin für Nachhaltigkeitswissenschaft und Angewandte Geographie an der Universität Greifswald

## Bewirtschaftung des Stiftungskapitals
Die Deutsche Bundesstiftung Umwelt bewirtschaftet ihr Stiftungskapital von rund 2,24 Mrd. Euro selbständig mit dem Ziel der Erwirtschaftung von Erträgen für die Finanzierung der Förderprojekte und dem inflationsbereinigten Erhalt des Stiftungskapitals. Die Vermögensanlage investiert in verzinsliche Wertpapiere, Aktien und Sachwerte. Auf den Einsatz von Derivaten in der Direktanlage oder alternative Investments (bspw. Hedgefonds oder Private Equity) wird verzichtet. Die grobe Asset Allocation der Stiftung sieht vor, dass mindestens 67 % des Stiftungskapitals in verzinslichen Wertpapieren, bis zu 24 % in Aktien und bis zu 9 % in Immobilien und nachhaltigen Sachwerten angelegt werden können. Gemäß der Anlagerichtlinien der DBU müssen mindestens 80 % der in der Direktanlage gehaltenen Aktien sowie 80 % der börsennotierten Unternehmensanleihe in einem Nachhaltigkeitsindex gelistet sein. Die DBU orientiert sich dabei am Dow Jones STOXX Sustainability Index, dem FTSE4Good Index, dem französischen Euronext von Vigeo und dem Ethibel Sustainability Index. Die DBU hat im Jahr 2012 als erste gemeinnützige Organisation in Deutschland die UN Principles for Responsible Investment unterzeichnet. Die akkumulierte Aktienrendite der DBU beträgt vom 1. Januar 2010 bis zum 31. Oktober 2018 83 % bzw. 7,08 % pro Jahr.

## Rezeption
Die linksliberale Tageszeitung taz bezeichnet die Deutsche Bundesstiftung Umwelt als „CDU-dominiert“ und meint, sie habe mit der Berufung von Alexander Bonde zum Generalsekretär „gegen ihre eigenen Regeln“ verstoßen.

## Tochtergesellschaften

### DBU Naturerbe
Über die DBU Naturerbe GmbH hält die Bundesstiftung Umwelt rund 70.000 Hektar unter Naturschutz stehende Freiflächen in Deutschland, um diese dauerhaft als Nationales Naturerbe zu erhalten.

### DBU Zentrum für Umweltkommunikation
Die Zentrum für Umwelt-Kommunikation der Deutschen Bundesstiftung Umwelt GmbH (ZUK) führt Öffentlichkeitsarbeit zu Umweltthemen durch und betreibt ein Tagungszentrum am DBU-Hauptsitz in Osnabrück. Dieses wurde nach den Prinzipien des ökologischen Bauens errichtet und ermöglicht umweltbezogene Kongresse mit bis zu 199 Personen. Es wurde im Jahr 2010 durch den Europäischen Verband der Veranstaltungs-Centren mit einem Sonderpreis als „Benchmark“ für ein ökologisches Gesamtkonzept ausgezeichnet. Ab 2011 war das ZUK an der Umsetzung der UN-Dekade Biologische Vielfalt in Deutschland beteiligt.